# Absheta coracta
Absheta coracta är en insektsart som beskrevs av Blocker 1979. Absheta coracta ingår i släktet Absheta och familjen dvärgstritar. Inga underarter finns listade i Catalogue of Life.